# Mun In-guk
Mun In-guk (en coreano: 문인국; Nampho, Corea del Norte; 29 de septiembre de 1978) es un exfutbolista norcoreano. Jugaba como delantero y toda su carrera la jugó en el 4.25 de la Liga de fútbol de Corea del Norte.

## Selección nacional
Ha sido internacional con la Selección de fútbol de Corea del Norte en 43 partidos internacionales marcando seis goles.

### Participaciones en Copas del Mundo
| Mundial                        | Sede      | Resultado    | Partidos | Goles |
| ------------------------------ | --------- | ------------ | -------- | ----- |
| Copa Mundial de Fútbol de 2010 | Sudáfrica | Primera fase | 3        | 1     |

## Clubes
| Club | País            | Año         |
| ---- | --------------- | ----------- |
| 4.25 | Corea del Norte | 2004 - 2022 |